# Schoenus brevifolius
Schoenus brevifolius är en halvgräsart som beskrevs av Robert Brown. Schoenus brevifolius ingår i släktet axagssläktet, och familjen halvgräs. Inga underarter finns listade i Catalogue of Life.